# Bomb (Cameroun)
Bomb est un village de la région du Centre du Cameroun, situé dans la commune de Dibang. 

## Population et développement
En 1962, la population de Bomb était de 503 habitants. La population de Bomb était de 244 habitants dont 126 hommes et 118 femmes, lors du recensement de 2005.     